# ویلیام اس. کنیون
ویلیام اس. کنیون (به انگلیسی: William S. Kenyon) سناتور سابق عضو حزب جمهوری‌خواه ایالات متحده آمریکا بود. وی در سال ۱۹۱۱ تا ۱۹۲۲ میلادی سناتور ایالت آیووا در سنای ایالات متحده آمریکا بود.